# Шабаров, Евгений Васильевич
Евгений Васильевич Шабаров (1922—2003) — конструктор ракетно-космической техники, Герой Социалистического Труда, кандидат технических наук, лауреат Ленинской премии.

## Биография
Родился 20 января 1922 года в селе Горинское ныне Сусанинского района Костромской области. Русский. Член КПСС с 1942 года. С 1929 года жил с семьёй в Иваново. В 1941 году окончил среднюю школу. В 1946 году окончил Ивановский энергетический институт по специальности электрооборудование промышленных предприятий. Направлен на работу в НИИ-88 Министерства вооружений СССР.
В НИИ работал инженером, затем старшим инженером. В 1949 году стал начальником группы, в 1951 — начальником сектора, в 1954 — заместителем начальника отдела. В 1956 году его назначают помощником главного конструктора ОКБ-1 по оборонной технике. Занимался разработкой ракетно-космической техники,  много времени проводил на космодроме Байконур. 
В 1961 году за выдающиеся заслуги в создании образцов ракетной техники и обеспечении успешного полёта человека в космического пространство помощнику Главного конструктора ОКБ-1 Государственного комитета Совета Министров СССР по оборонной технике Е. В. Шабарову присвоено звание Героя Социалистического Труда (не публиковавшийся Указ Президиума Верховного Совета СССР № 253/29 от 17 июня 1961 года).
В 1963 году Е. В. Шабаров становится заместителем главного конструктора ОКБ-1, а в 1973 — главным конструктором. Занимался вопросами наземных и лётных испытаний ракет. В 1966 году в числе группы работников ОКБ-1 ему присуждена Ленинская премия.
С 1974 года Е. В. Шабаров работал заместителем Генерального конструктора и Генерального директора НПО «Энергия» Министерства общего машиностроения СССР. После выхода на пенсию в 1992 году продолжал работать консультантом в НПО «Энергия», написал мемуары.  Скончался 14 марта 2003 года. Похоронен в Москве, на Хованском кладбище (Западном, участок 515).

## Награды
За достигнутые результаты в профессиональной деятельности Е. В. Шабаров награждён:
- золотой медалью «Серп и Молот»
- Ленинской премией
- двумя орденами Ленина
- двумя орденами Трудового Красного Знамени
- Медалью «За доблестный труд в Великой Отечественной войне 1941—1945 гг.».
- Юбилейной медалью «За доблестный труд. В ознаменование 100-летия со дня рождения Владимира Ильича Ленина».
- Другими медалями.